# リュシアン・ボナパルト
リュシアン・ボナパルト（Lucien Bonaparte, 1775年5月21日 - 1840年6月29日）は、フランスの政治家。シャルル・マリ・ボナパルトとマリア・レティツィア・ボナパルトの息子。カニーノ公。ブリュメール18日のクーデターの功労者。フランス皇帝ナポレオン・ボナパルトの実弟。

## 生涯
シャルル・マリ・ボナパルトとマリア・レティツィア・ボナパルトの三男として、コルシカ島のアジャクシオで生まれた。1783年にオータンのコレージュでフランス語教育を受け、翌年ブリエンヌ兵学校入学するも途中で中退する。1786年にエクス＝アン＝プロヴァンス神学校に入学するが、またも中退してコルシカ島に戻った。革命が勃発して余波がコルシカにも及ぶと影響され、ジャコバン派に加入した。島の指導者パスカル・パオリが革命政府と対立すると、政治クラブ「共和国協会」でパオリ弾劾の演説を行い、この協会はパオリ即時罷免の請願書を国民公会に送った。公会はこれを取り上げ、パオリ逮捕令を出し、逮捕令取り消しを求める交渉中に武力衝突が発生し、家族で島を追放された。
1792年にフランスに移住後、サン＝マクシマン＝ラ＝サント＝ボーム町の糧秣倉庫係をしながら人民協会議長になった。この時、一時的にブリュテュス（Brutus）と改名している。1794年にテルミドール9日のクーデターの余波でエクス＝アン＝プロヴァンスで逮捕されたが、ナポレオンたちが運動したおかげで間もなく釈放された。その後登場した総裁政府では、五百人会の議長になった。
ナポレオンがエジプト遠征から1799年10月9日に帰国すると、協力してクーデターの準備を進めた。同年11月10日、計画通りに軍隊を引き連れたナポレオンが五百人会の議場に現れ、議員たちを説得しようとしたが、予想外の抵抗を受け、退出する羽目になった。この時、議場の外に出たリュシアンが、待機していた軍隊の前で「共和国の軍隊を破壊しつつあるピットの手先を議場から一掃せよ」と巧みな演説をして兵士たちを議場に突入させた。議員たちは抵抗したものの、たちまち追い出されて、ブリュメール18日のクーデターは成功した。
こうしてナポレオンが第一統領になると内務大臣になった。しかし、この頃から兄弟仲が悪くなり、すぐに辞めさせられた。1800年には駐マドリード大使になり、その後護民院議員、元老院議員を歴任したが、またも衝突した。アレクサンドリーヌ＝ジャコブ・ド・ブレシャンと1803年に再婚したが、この女性はテレーズ・カバリュスと同じような評判だったためにナポレオンの反発を買い、リュシアンは1804年に皇位継承権者から排除された。ナポレオンとの和解のため、彼女と離婚して政略結婚を勧められたが、断固として応じなかった。その間、イタリア、イギリスと住所を変え、アメリカへ向かう途中にイギリス船に捕らわれ、抑留された。1814年にローマに移り、母から連絡を受けて帰国、翌1815年に始まった百日天下の間、再びナポレオンに協力する。フランスが降伏するとイタリアに移住し、ヴィテルボで1840年に没した。

## 備考
リュシアンは17歳の時すでに、23歳になる兄ナポレオンを評して、「ナポレオンは、専制君主たる素質があり、王位に就けば独裁者になる」とその本質を見抜いていたと言う。

## 子孫
- クリスティーヌ・アレクサンドリヌ・エジプタ（Christine Alexandrine Egypta、1847年3月19日没） - 娘。1824年、ダドリー・ステュアート卿（英語版）と結婚、1男をもうけた[1]
- シャルル・リュシアン・ボナパルト（1803年 - 1857年）（息子） - 鳥類学者。従姉であるゼナイードと結婚。
- ポール（1808年 - 1827年）（息子）
- ルイ・リュシアン・ボナパルト（1813年 - 1891年）（息子） - 言語学者。
- ピエール＝ナポレオン・ボナパルト（1815年 - 1881年）（息子）
  - マリー・ボナパルト（曾孫）
ジークムント・フロイトの発案した精神分析学の権威であると共に、エリザベス2世の王配エディンバラ公フィリップの叔母でもある。ジャック・ラカンと対立した。
- アントワーヌ（1816年 - 1877年）（息子）